# François Hye-Schoutheer
François Jean-Pierre Hye(-Schoutheer) (Gent, 2 december 1785 - aldaar, 29 december 1831) was stadssecretaris van Gent. Aangezien hij ook expliciet verantwoordelijk was voor het stadsarchief, wordt hij beschouwd als de eerste stadsarchivaris van Gent. Hij was getrouwd met Marie-Jeanne Schoutheer en droeg sinds zijn huwelijk de naam Hye-Schoutheer. 

## Levensloop
Hye-Schoutheer werkte sinds 1811 voor de Stad Gent als ambtenaar-bediende bij de Dienst van de Financiën. Naast zijn werk bij de dienst Financiën was hij ook liefhebber van archieven, zodat hij probeerde een aanstelling tot stadsarchivaris te verkrijgen. Met succes, want op 20 augustus 1817 werd hij samen met Louis Rottier tot gemeentesecretaris benoemd en aan Hye-Schoutheer werden onder meer de archieven toevertrouwd.
Als archivaris startte hij een project om zoveel mogelijk documenten van de oude ambachtsgilden te verwerven. Deze documenten bevonden zich na de afschaffing onder het Frans bewind bij de laatste dekens of leden van het gildebestuur en er was nood aan goede bewaring. Er kwam ook een centrale plaats voor de opslag in drie zalen van het voormalig Schepenhuis van Gedele vanaf 1819.
Hij werd bijgestaan in zijn taken door Charles Parmentier, die hem later zou opvolgen als stadsarchivaris. Ondanks die hulp heeft hij niet veel meer kunnen realiseren, omdat de andere taken die hij moest uitvoeren als gemeentesecretaris hem dit verhinderden. Hij was immers behalve gemeentesecretaris ook lid van de Provinciale Staten van Oost-Vlaanderen sinds 1819 en district-schoolopziener voor openbaar lager en middelbaar onderwijs sinds 1824. Daarnaast kreeg hij ook nog verschillende taken toegewezen door de stadsmagistraat: penningmeester van de Kunstacademie vanaf 1817, secretaris van de voorbereidingscommissie en van de administratieve commissie van het Werkhuis van Liefdadigheid vanaf 1817, lid van de Commissie tot Bewaring der Kunst en Historiestukken 1823 en bestuurslid van de Spaarbank sinds 1826.
Daarnaast werd hij lid van verschillende genootschappen en verenigingen. Hij was corresponderend lid van het Koninklijk Nederlandsche Instituut van Wetenschappen, Letterkunde en Schoone Kunsten, lid van de vrijmetselaarsloge La Félicité Bienfaisante, archivaris van de Société royale des beaux-arts et de littérature de Gand, penningmeester van de Maatschappij voor Nederlandsche Taal- en Letterkunde, met als kenspreuk Regat prudentia vires en lid van het genootschap La Concorde.
Hye-Schoutheer bracht zelf geen historische publicaties uit, maar verzorgde wel talloze voorbereidende nota's uit de stadsrekeningen en de staten van goederen. Deze hielden vooral verband met de stadsgeschiedenis van de 14de eeuw met de Gentse kunstenaars. 
Van januari 1813 tot augustus 1815 hield hij een persoonlijk dagboek bij, waarin de belangrijkste gebeurtenissen in de stad opgetekend werden. Het berust thans in een afschrift van Jean-François De Laval in de Gentse Universiteitsbibliotheek.